# فنون الجزيرة
شركة فنون الجزيرة (بالأحرف اللاتينية Funoon al Jazeera) تأسست للإنتاج الفني تاسست 1980 هي إحدى الشركات الرائدة في مجال الإنتاج الفني وفي مجال الصوتيات في الوطن العربي، تضم عدد من فنانيين الخليج والوطن العربي، مثل: طلال مداح راشد الماجد، ابوبكر سالم عبادي الجوهر عبد المجيد عبدالله عبد الكريم عبد القادر، عبد القادر الهدهود رابح صقر علي عبد الكريم عباس إبراهيم محمد الزيلعي فهد الكبيسي عيسى الكبيسي عصام عارف رباب كاظم الساهر عتاب (مغنية) ، المطربة الراحلة ذكرى وغيرهم.
في عام 2006 انتقلت ملكية الشركة للفنان راشد الماجد الذي اشترى اصول الشركة بكل نشاطها الفني والاعلامي وارشيفها ومصانعها واستوديوهاتها ليدخل راشد الماجد نادي كبار رجال الأعمال في الإنتاج الفني.

## الفنانون
- خالد عبدالرحمن البوم صارحيني الطبعة الثانية 1989.
- ابوبكر سالم
- طلال مداح
- راشد الماجد
- عبد الكريم عبد القادر
- رباب
- أنغام
- علي عبد الكريم (مغني)
- رابح صقر
- عبد القادر الهدهود
- عباس إبراهيم
- محمد الزيلعي
- فهد الكبيسي
- عيسى الكبيسي
- عصام عارف
- كاظم الساهر
- عبد المجيد عبدالله
- عبدالله الرويشد
- أميرة سالم
- عتاب (مغنية)
- عبادي الجوهر
- محمد عمر (مغني)
- عدنان خالد
- نبيل صالح
- حيدر فكري
- حياء الدوسري
- ناصر الصالح
- سعد إبراهيم
- نبيل خالد
- محمد كبال
- حسن عبداللله
- خالد الخالد
- حسين علي
- سميرة سعيد
- يزيد الخالد
- ذكرى (مغنية)
- ثامر التركي
- وعد (مغنية)
- صباح اللامي